# دارکوب سرحنایی
دارکوب سرحنایی با نام علمی Celeus spectabilis گونه‌ای پرنده از خانوادهٔ دارکوبان است که پیشتر دارکوب پیاوی جزو زیرگونه‌های آن شناخته می‌شد.
این پرنده در آمازون در شمال بولیوی، جنوب‌غربی‌ترین منطقهٔ برزیل در ایالت آکری، شرق اکوادور و شرق پرو یافت می‌شود. جنگل‌ها و درختستان‌های مرطوب گرمسیری زیستگاه طبیعی این پرنده را تشکیل می‌دهد. همچنین دارکوب کله‌سرخ بیشتر بر روی نی‌های خیزران مشاهده می‌شود.